# Resolució 984 del Consell de Seguretat de les Nacions Unides
En la Resolució 984 del Consell de Seguretat de les Nacions Unides, adoptada per unanimitat l'11 d'abril de 1995, el Consell va donar garanties als estats sense armament nuclear que formaven part del Tractat de No Proliferació Nuclear (TNP) contra de l'amenaça de la proliferació nuclear.
El Consell de Seguretat va declarar que s'hauria de fer tot el possible per evitar el perill de la guerra nuclear evitant la propagació de les armes nuclears, facilitant la cooperació internacional en els usos pacífics de l'energia nuclear i promoure la importància del TNP. Va reconèixer l'interès dels països sense armes nuclears de rebre garanties de seguretat, i la resolució actual va ser un pas en aquesta direcció.
Els membres permanents del Consell (tots els quals posseïen armes nuclears) havia donat garanties de seguretat als països no nuclears que eren part del TNP, el primer cop que això havia passat. El Consell de Seguretat va reconèixer la necessitat de donar garanties als estats sense armes nuclears, i que els membres permanents del Consell actuarien, d'acord amb les disposicions pertinents de la Carta de les Nacions Unides, en el cas que un país fos amenaçat o atacat amb armes nuclears. També va reconèixer que els estats membres permanents posarien aquest tipus d'incidents a l'atenció del Consell de Seguretat. L'assistència es donaria en tot cas, amb les investigacions i les mesures adequades per resoldre els conflictes i restablir la pau i la seguretat internacionals. També es prendrien mesures per proporcionar assistència tècnica, mèdica, científica o humanitària en resposta a les peticions d'un país afectat. A més, serien recomanades les mesures apropiades en matèria de compensació després dels casos d'agressió i el consell rebria la intenció d'alguns països per proporcionar assistència immediata a un país afectat.
Es va demanar a tots els països, com preveu l'article VI del TNP, a negociar mesures per desarmament i un tractat sobre el desarmament complet sota un control internacional. També va reafirmar el dret, en virtut de l'article 51 de la Carta, a l'autodefensa si el país era atacat.
En virtut de la Resolució 984, França, Rússia, Regne Unit i Estats Units podrien, amb la condició de no utilitzar armes nuclears contra un Estat no nuclear part del TNP, excepte en un atac contra ells; només les garanties de la República Popular de la Xina de no utilitzar armes nuclears van ser incondicionals.